# Bjorn van den Ende

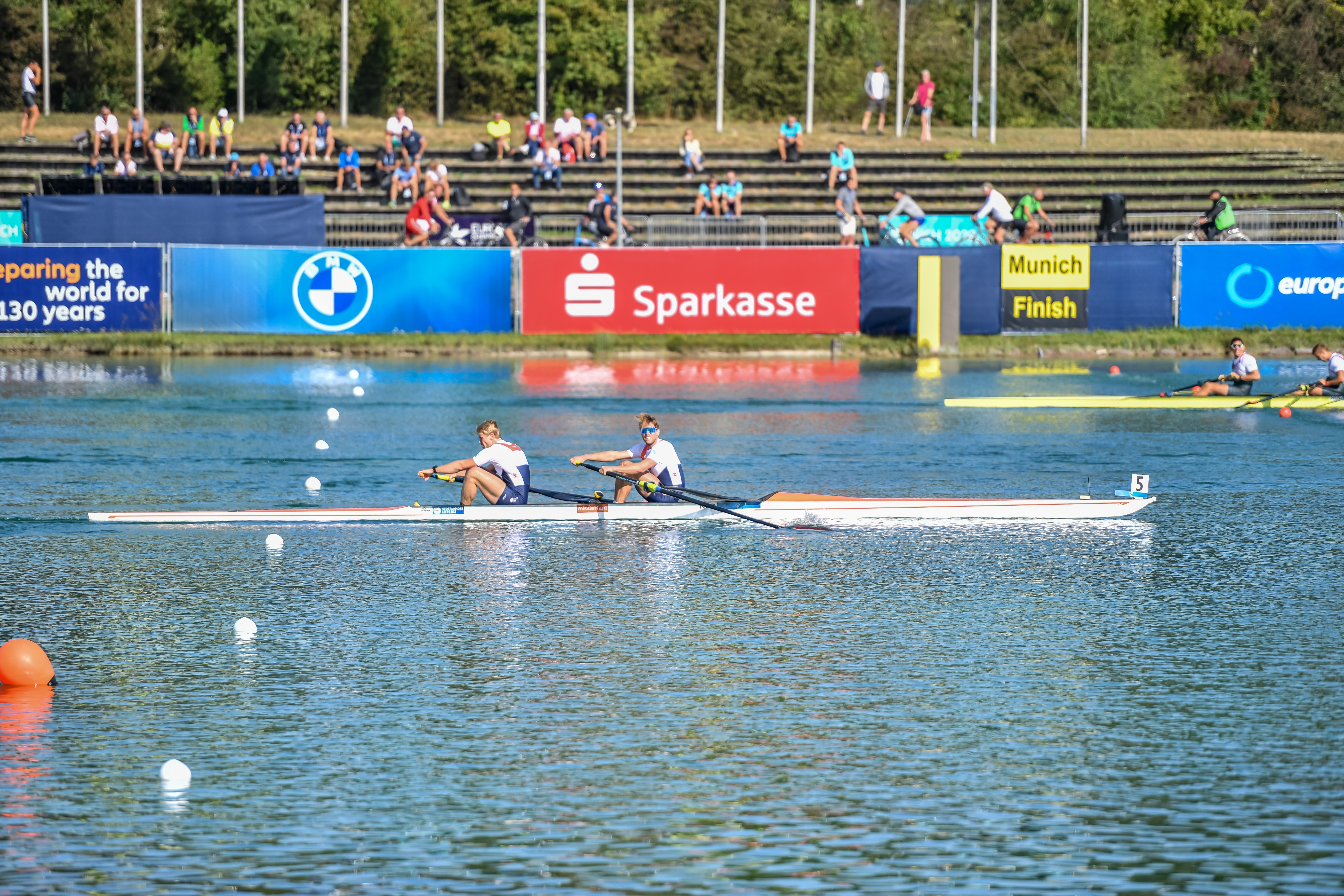
Nelson Ritsema (links) und Bjorn van den Ende erreichen die Ziellinie im Zweier ohne Steuermann bei den Europameisterschaften 2022 in München.

Bjorn van den Ende (* 10. Januar 1986 in Naarden) ist ein niederländischer Ruderer, der 2019 Weltmeisterschaftszweiter mit dem Achter war.

## Sportliche Karriere
Der etwa 1,90 m große Bjorn van den Ende nahm 2010 erstmals am Ruder-Weltcup teil. Bei den Weltmeisterschaften 2011 belegte er zusammen mit Joris Pijs Rang 21 im Leichtgewichts-Doppelzweier. Bei den Weltmeisterschaften 2012 in den nichtolympischen Bootsklassen belegte er mit dem niederländischen Leichtgewichts-Achter den siebten Platz. 2013 wechselte er in den Leichtgewichts-Vierer ohne Steuermann und belegte den neunten Platz bei den Europameisterschaften und den zwölften Platz bei den Weltmeisterschaften. 2014 erreichten Joris Pijs, Jort van Gennep, Timothee Heijbrock und Bjorn van den Ende das A-Finale bei den Weltmeisterschaften in Amsterdam und belegten dann den sechsten Platz. 2015 erreichte die Crew den fünften Platz bei den Europameisterschaften und bei den Weltmeisterschaften. 2016 ruderten Pijs, Bart Roovers, van Gennep und Bjorn van den Ende auf den vierten Platz bei den Europameisterschaften in Brandenburg an der Havel. Bei der Olympischen Regatta in Rio de Janeiro war wieder Timothee Heijbrock statt Roovers dabei. Die Niederländer belegten den fünften Platz im B-Finale, in der Gesamtwertung mithin den elften Platz.
2017 wechselte Bjorn van den Ende von den Leichtgewichtsruderern zu den schweren Bootsklassen. Bei den Europameisterschaften gewann er mit dem Achter die Bronzemedaille hinter den Booten aus Deutschland und Polen. Bei den Weltmeisterschaften 2017 belegten die Niederländer den vierten Platz. 2018 bildeten Bjorn van den Ende, Tone Wieten, Jasper Tissen und Bram Schwarz einen Vierer ohne Steuermann. Die Niederländer belegten den fünften Platz bei den Europameisterschaften in Glasgow, bei den Ruder-Weltmeisterschaften in Plowdiw erreichten die Niederländer den vierten Platz. 2019 wechselten van den Ende, Tissen und Schwarz in den niederländischen Achter. Zu Beginn der Saison 2019 erkämpfte der Achter bei den Europameisterschaften in Luzern Bronze hinter den Deutschen und den Briten. Bei den Weltmeisterschaften siegten die Deutschen vor den Niederländern und den Briten. Bei den Europameisterschaften 2020 gewann er mit dem niederländischen Achter die Bronzemedaille hinter den Booten aus Deutschland und Rumänien. Im Jahr darauf siegten die Briten bei den Europameisterschaften in Varese vor den Rumänen und den Niederländern. Bei den Olympischen Spielen in Tokio belegte der niederländische Achter den fünften Platz.